# Édouard Wattelier

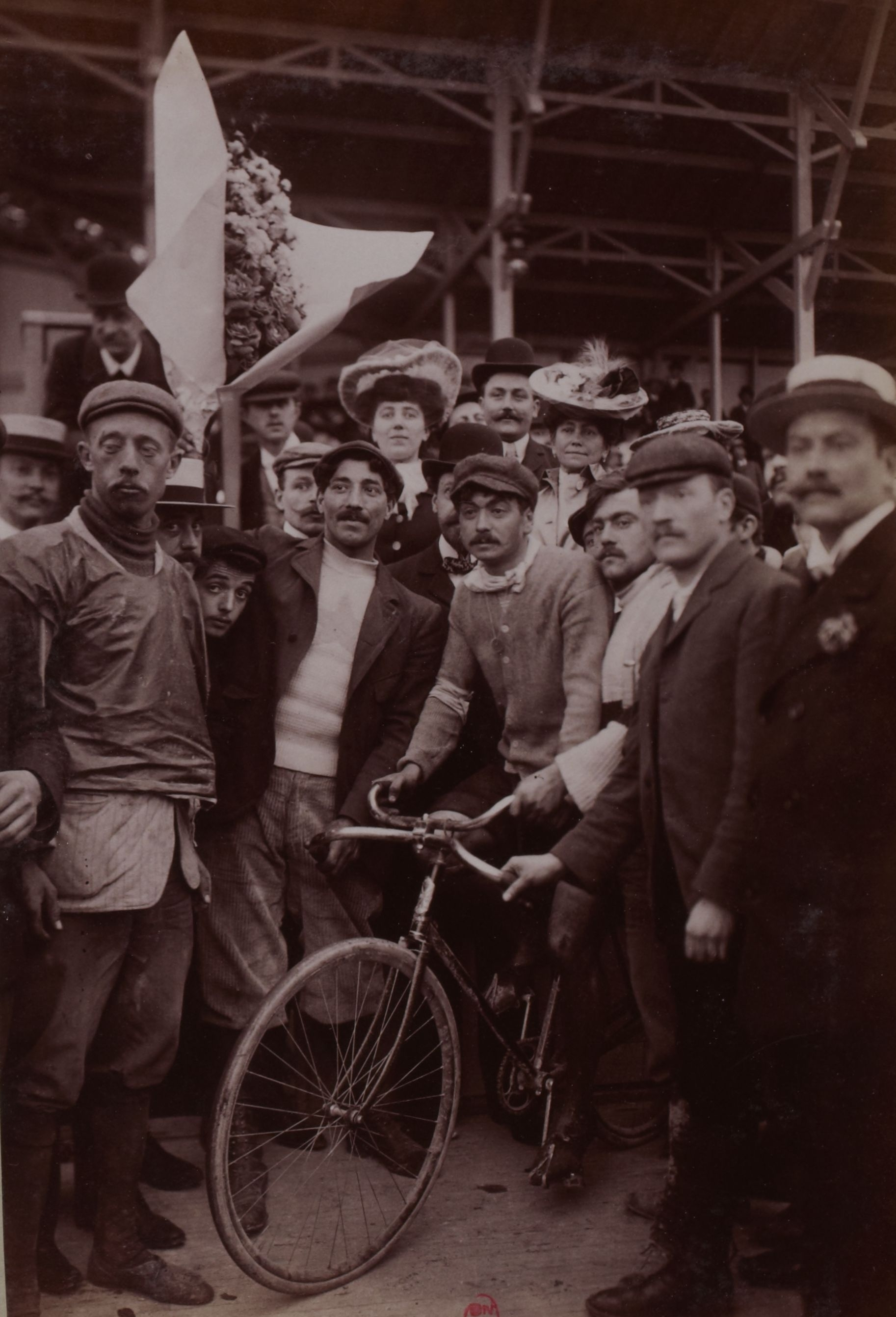
Édouard Wattelier après sa victoire lors de Bordeaux-Paris 1902.

Édouard Wattelier  (12 décembre 1876 à Chaumontel - 18 septembre 1957) est un cycliste français. Professionnel de 1896 à 1911, il a notamment remporté Bordeaux-Paris en 1902 et terminé deuxième de Paris-Roubaix la même année.

## Biographie
Actif entre 1896 et 1911, Édouard Wattelier appartient aux coureurs de l'ère « héroïque », qui ont participé aux premières compétitions des courses cyclistes, devenues des classiques. En mai 1902, il remporte le prestigieux Bordeaux-Paris, tracé sur 580 kilomètres et qui a été disputé deux fois cette année. Pour s'imposer, il a besoin de 22 heures et 47 minutes derrière entraîneur, soit 63 minutes de mieux que le deuxième, le suisse Michel Frédérick.
Il participe également six fois à Paris-Roubaix, la première fois en 1898, terminant dans les dix premiers à chaque fois. En 1898, il se classe troisième avec un peu plus d'une demi-heure de retard sur le vainqueur Maurice Garin. En 1902, il termine deuxième de la course à sept minutes de Lucien Lesna. En 1903 et 1904, il est quatrième et cinquième 1905. Son plus mauvais résultat est une huitième place en 1901.
Il est au départ du Tour de France à sept reprises, et parvient deux fois jusqu'à Paris. Il renonce à quatre reprises pendant ou après la première étape. Ainsi, considéré comme l'un des favoris - avec sa victoire sur Paris-Bordeaux - lors du premier Tour de France en 1903 dont la première étape débute à 15 heures, il abandonne "dans le noir". En 1906, il termine septième du général. Il est mobilisé pendant la Première Guerre mondiale.
Son frère cadet, Antony Wattelier, est également un coureur qui a pris part à sept Tours de France. Il est mort au combat en décembre 1914 lors de la Première Guerre mondiale,.

## Palmarès
- 1898
  - 3e de Paris-Roubaix
- 1901
  - Toulouse-Luchon-Toulouse
  - 3e de Paris-Tours
  - 8e de Paris-Roubaix
- 1902
  - Bordeaux-Paris
  - 2e de Paris-Roubaix
- 1903
  - 2e de Toulouse-Luchon-Toulouse
  - 4e de Paris-Roubaix
- 1904
  - 4e de Paris-Roubaix
- 1905
  - 5e de Paris-Roubaix
- 1906
  - 7e du Tour de France

## Résultats sur le Tour de France
- 1903 : abandon (1re étape)
- 1905 : abandon (1re étape)
- 1906 : 7e du classement général
- 1907 : abandon (1re étape)
- 1908 : 28e du classement général
- 1909 : abandon (1re étape)
- 1911 : abandon (10e étape)